# Ledella galatheae
Ledella galatheae är en musselart som beskrevs av Knudsen 1970. Ledella galatheae ingår i släktet Ledella och familjen tandmusslor. Inga underarter finns listade i Catalogue of Life.